# Jampet
Jampet is een bestuurslaag in het regentschap Bojonegoro van de provincie Oost-Java, Indonesië. Jampet telt 3241 inwoners (volkstelling 2010).